# Puchar Kontynentalny mężczyzn w kombinacji norweskiej 2021/2022
Puchar Kontynentalny mężczyzn w kombinacji norweskiej 2021/2022 – rozpoczął się 26 listopada 2021 w rosyjskim Niżnym Tagile, zaś ostatnie zawody z tego cyklu zostały rozegrane 26 marca 2022 w amerykańskim Lake Placid. Zawody były rozgrywane w Rosji, Chinach, Finlandii, Niemczech, Norwegii, Austrii, USA i Kanadzie.
Tytułu bronił Norweg Simen Tiller oraz reprezentacja Norwegii w Pucharze Narodów.
W tym sezonie najlepszy okazał się Niemiec Jakob Lange, natomiast w Pucharze Narodów najlepsi byli Niemcy.

## Kalendarz i wyniki
| Lp. | Data              | Miejscowość      | Konkurencja                    | 1. miejsce                                                                       | 2. miejsce                                                                 | 3. miejsce                                                              |
| --- | ----------------- | ---------------- | ------------------------------ | -------------------------------------------------------------------------------- | -------------------------------------------------------------------------- | ----------------------------------------------------------------------- |
| 1.  | 26 listopada 2021 | Niżny Tagił      | Gundersen HS97/10 km           | Jakob Lange                                                                      | David Mach                                                                 | Philipp Orter                                                           |
| 2.  | 27 listopada 2021 | Niżny Tagił      | Gundersen HS97/10 km           | Jakob Lange                                                                      | David Mach                                                                 | Christian Deuschl                                                       |
| 3.  | 4 grudnia 2021    | Zhangjiakou      | Gundersen HS106/10 km          | Jakob Lange                                                                      | David Mach                                                                 | Thomas Rettenegger                                                      |
| 4.  | 5 grudnia 2021    | Zhangjiakou      | Gundersen HS140/10 km          | Jakob Lange                                                                      | Sakutaro Kobayashi                                                         | Yuya Yamamoto                                                           |
| 5.  | 18 grudnia 2021   | Ruka             | Gundersen HS142/10 km          | Andreas Skoglund                                                                 | Einar Lurås Oftebro                                                        | Leevi Mutru                                                             |
| 6.  | 19 grudnia 2021   | Ruka             | Gundersen HS142/10 km          | Einar Lurås Oftebro                                                              | Sebastian Østvold                                                          | Andreas Skoglund                                                        |
| 7.  | 21 stycznia 2022  | Klingenthal      | Gundersen HS140/5 km           | Simen Tiller                                                                     | Andreas Skoglund                                                           | Ben Loomis                                                              |
| 8.  | 22 stycznia 2022  | Klingenthal      | Gundersen HS140/10 km          | Simen Tiller                                                                     | Andreas Skoglund                                                           | Jakob Lange                                                             |
| 9.  | 23 stycznia 2022  | Klingenthal      | Gundersen HS140/10 km          | Simen Tiller                                                                     | Lars Burås                                                                 | Thomas Jöbstl                                                           |
| 10. | 11 lutego 2022    | Lillehammer      | Gundersen HS98/10 km           | Andreas Skoglund                                                                 | Einar Lurås Oftebro                                                        | Jakob Lange                                                             |
| 11. | 12 lutego 2022    | Lillehammer      | Sprint drużynowy HS98/2x7,5 km | Austria I Philipp Orter · Lukas Klapfer                                          | Austria III Manuel Einkemmer · Marc Luis Rainer                            | Norwegia II Aleksander Skoglund · Kasper Moen Flatla                    |
| 12. | 13 lutego 2022    | Lillehammer      | Gundersen HS98/10 km           | Lars Ivar Skårset                                                                | Lukas Klapfer                                                              | Thomas Rettenegger                                                      |
| 13. | 18 lutego 2022    | Eisenerz         | Gundersen HS109/10 km          | Lukas Klapfer                                                                    | Stefan Rettenegger                                                         | Lars Burås                                                              |
| 14. | 19 lutego 2022    | Eisenerz         | Sztafeta mieszana HS109/4x2 km | Norwegia Lars Ivar Skårset · Ida Marie Hagen · Gyda Westvold Hansen · Lars Burås | Austria Thomas Rettenegger · Lisa Hirner · Annalena Slamik · Lukas Klapfer | Niemcy David Mach · Cindy Haasch · Sophia Maurus · Wendelin Thannheimer |
| 15. | 20 lutego 2022    | Eisenerz         | Gundersen HS109/10 km          | Stefan Rettenegger                                                               | Lars Burås                                                                 | Lars Ivar Skårset                                                       |
| 16. | 5 marca 2022      | Lahti            | Gundersen HS130/10 km          | Jakob Lange                                                                      | Manuel Einkemmer                                                           | David Mach                                                              |
| 17. | 6 marca 2022      | Lahti            | Gundersen HS130/10 km          | Jakob Lange                                                                      | Wendelin Thannheimer                                                       | Martin Hahn                                                             |
| 18. | 12 marca 2022     | Park City        | Start masowy HS100/10 km       | Taylor Fletcher                                                                  | David Mach                                                                 | Ben Loomis                                                              |
| 19. | 13 marca 2022     | Park City        | Gundersen HS100/10 km          | Jakob Lange                                                                      | Manuel Einkemmer                                                           | David Mach                                                              |
| 20. | 18 marca 2022     | Whistler         | Gundersen HS104/10 km          | David Mach                                                                       | Marc Luis Rainer                                                           | Jakob Lange                                                             |
| 21. | 19 marca 2022     | Whistler         | Gundersen HS104/10 km          | Jakob Lange                                                                      | David Mach                                                                 | Wendelin Thannheimer                                                    |
| 22. | 25 marca 2022     | Lake Placid/Orda | Gundersen HS100/10 km          | Jakob Lange                                                                      | Wendelin Thannheimer                                                       | Stephen Schumann                                                        |
| 23. | 26 marca 2022     | Lake Placid/Orda | Gundersen HS100/15 km          | Jakob Lange                                                                      | Wendelin Thannheimer                                                       | David Mach                                                              |

## Wyniki reprezentantów Polski
| Zawodnik | Niżny Tagił 26.11 | Niżny Tagił 27.11 | Zhangjiakou 04.12 | Zhangjiakou 05.12 | Ruka 18.12 | Ruka 19.12 | Klingenthal 21.01 | Klingenthal 22.01 | Klingenthal 23.01 | Rena 11.02 | Rena 13.02 | Eisenerz 18.02 | Eisenerz 20.02 | Lahti 05.03 | Lahti 06.03 | Park City 12.03 | Park City 13.03 | Whistler 18.03 | Whistler 19.03 | Lake Placid/Orda 25.03 | Lake Placid/Orda 26.03 |
| Maciej Gąsienica-Ciaptak | 43                | 42                | –                 | –                 | –          | –          | –                 | –                 | –                 | –          | –          | –              | –              | –           | –           | –               | –               | –              | –              | –                      | –                      |
| Szczepan Kupczak | –                 | –                 | –                 | –                 | –          | –          | –                 | –                 | –                 | –          | –          | –              | –              | 13          | 12          | –               | –               | –              | –              | –                      | –                      |
| Adam Skupień | 44                | 44                | –                 | –                 | –          | –          | –                 | –                 | –                 | –          | –          | –              | –              | –           | –           | –               | –               | –              | –              | –                      | –                      |
| Andrzej Szczechowicz | 29                | 31                | 16                | 14                | dnf        | 31         | –                 | –                 | –                 | –          | –          | –              | –              | 21          | 15          | –               | –               | –              | –              | –                      | –                      |
| Paweł Szyndlar | –                 | –                 | –                 | –                 | –          | –          | –                 | –                 | –                 | 48         | 49         | –              | –              | –           | –           | 18              | 17              | –              | –              | 15                     | 15                     |
| 1-3 4-30 poniżej 30 dnf – Zawodnik nie ukończył biegu. dns – Zawodnik nie pojawił się na starcie biegu. DNS – Zawodnik nie wystąpił w konkursie głównym. dsq – Zawodnik został zdyskwalifikowany w konkursie głównym. |                   |                   |                   |                   |            |            |                   |                   |                   |            |            |                |                |             |             |                 |                 |                |                |                        |                        |

## Klasyfikacja generalna
| M.  | Zawodnik             | Punkty |
| --- | -------------------- | ------ |
| 1.  | Jakob Lange          | 1406   |
| 2.  | David Mach           | 1044   |
| 3.  | Wendelin Thannheimer | 776    |
| 4.  | Thomas Rettenegger   | 668    |
| 5.  | Andreas Skoglund     | 545    |
| 6.  | Marc Luis Rainer     | 463    |
| 7.  | Manuel Einkemmer     | 449    |
| 8.  | Lars Burås           | 448    |
| 9.  | Einar Lurås Oftebro  | 446    |
| 10. | Lars Ivar Skårset    | 387    |
| ... |                      |        |
| 45. | Andrzej Szczechowicz | 61     |
| 47. | Paweł Szyndlar       | 59     |
| 58. | Szczepan Kupczak     | 42     |

## Puchar Narodów
| Lp. | Państwo           | Punkty |
| --- | ----------------- | ------ |
| 1.  | Niemcy            | 4503   |
| 2.  | Austria           | 3939   |
| 3.  | Norwegia          | 3208   |
| 4.  | Stany Zjednoczone | 1514   |
| 5.  | Japonia           | 808    |
| 6.  | Włochy            | 541    |
| 7.  | Finlandia         | 448    |
| 8.  | Rosja             | 322    |
| 9.  | Francja           | 317    |
| 10. | Czechy            | 255    |
| 11. | Słowenia          | 184    |
| 12. | Polska            | 162    |
| 13. | Chiny             | 160    |
| 14. | Ukraina           | 133    |
| 15. | Szwajcaria        | 102    |
| 16. | Kanada            | 26     |
| 17. | Korea Południowa  | 22     |
| 18. | Kazachstan        | 17     |